# Kortsnavelsuikervogel
De kortsnavelsuikervogel (Cyanerpes nitidus) is een vogel uit de familie Thraupidae (Tangaren), zangvogels die uitsluitend in de Amerika's leven.

## Verspreiding en leefgebied
De kortsnavelsuikervogel is de kleinste soort van de Thraupidae en komt voor in Suriname,  Bolivia, Brazilië, Colombia, Ecuador, Peru en Venezuela in vochtige, subtropische en tropische laaglandbossen. Deze vogel eet onder meer kopiebessen.